# کریس کتینگز
کریس کتینگز (انگلیسی: Chris Kettings بازیکن فوتبال اهل بریتانیا است.
از باشگاه‌هایی که در آن بازی کرده‌است می‌توان به باشگاه فوتبال منچستر سیتی، باشگاه فوتبال بروملی، باشگاه فوتبال مورکم، باشگاه فوتبال بلکپول، باشگاه فوتبال بیرمنگام سیتی، باشگاه فوتبال هاید، باشگاه فوتبال کریستال پالاس، باشگاه فوتبال استیونج، و باشگاه فوتبال یورک سیتی اشاره کرد.